# 725
Cette page concerne l'année 725  du calendrier julien. Pour l'année 725 av. J.-C., voir 725 av. J.-C.
L'année 725 est une année commune qui commence un lundi.

## Événements
- 22 août : Autun est ravagée par les Sarrasins d'Ambiza[1]. La région de la Loire est aux mains des Arabes.
  - Les musulmans d'Espagne prennent Carcassonne. Ils occupent tout le pays jusqu’à Nîmes. Le duc d’Aquitaine Eudes leur barre le passage. Il les oblige à s’engager dans la vallée du Rhône, qu’ils ravagent, puis ils remontent la vallée de la Saône jusqu’à Autun, qu’ils mettent à sac le 22 août. Ils sont arrêtés à Sens avant de retourner en Espagne avec leur butin[2].
  - Eudes d'Aquitaine, se sentant menacé, signe une trêve avec Othman Munuza, le gouverneur berbère de la frontière pyrénéenne, et lui donne sa fille Lampegia en mariage[2].

- Première révolte copte contre une nouvelle augmentation de l’impôt dans le delta occidental en Égypte. C'est la première d'une série de soulévements (fin en 832)[3]. La rébellion est écrasée par l’armée du calife, envoyée spécialement.
- Charles Martel combat les Saxons. Il entreprend une première expédition pour soumettre la Bavière. Il avance jusqu’au Danube[4].
- L’archevêque d’Utrecht d’origine anglo-saxonne Willibrord se rend au Danemark. Il est reçu par un roi (Ongendus, sans doute Angantyr) qui ne lui laisse aucun espoir de conversion. Il achète une trentaine d’esclaves, sans doute pour constituer un premier noyau de catéchumènes, et détruit à son retour le sanctuaire d’une île sacrée qui doit être Heligoland[5].

## Décès en 725
- 23 avril : Wihtred, roi du Kent depuis 690[6].
- Berthe de Blangy, abbesse de Blangy en Artois, sainte catholique (sainte Berthe) ;
- Émilien de Nantes, évêque et comte de Nantes, saint catholique (saint Émilien) ;
- Gobrien de Vannes, évêque de Vannes, saint catholique (saint Gobien);